# Whorehouse Blues
Whorehouse Blues (El Blues del Burdel) es una de las canciones más populares del álbum del 2004 Inferno del grupo de rock Motörhead. Esta canción es muy diferente a otras de Motorhead ya que solo se usan guitarras acústicas (que tocan Mikkey Dee y Phil Campbell), nada de baterías y una armónica (tocada por Lemmy), aunque en las presentaciones en vivo Mikkey Dee a veces también toca un pandero junto con la guitarra.
La canción también tiene un video que muestra al grupo tocar en burdel.

## Personal
- Lemmy - Voz y Armónica
- Mikkey Dee - Guitarra
- Phil Campbell - Guitarra

- Datos: Q4019631